# Compositie 10 in zwart wit
Compositie 10 in zwart wit (ook aangeduid als Pier en Oceaan) is een abstract schilderij uit 1915 van de Nederlandse kunstschilder Piet Mondriaan. Het schilderij bevindt zich in het Kröller-Müller Museum in Otterlo. Het schilderij van olieverf op doek meet 85,8 bij 108,4 cm.
Pier en Oceaan is een reeks tekeningen en schilderijen van Piet Mondriaan, ontstaan rond 1914-15, die een belangrijke overgang markeert in zijn ontwikkeling van figuratieve naar abstracte kunst. In deze werken onderzocht Mondriaan de ritmische en structurele eigenschappen van natuurlijke motieven, met name de herhaling van horizontale en verticale elementen.
De composities zijn geïnspireerd op waarnemingen van pieren en strekdammen in de zee bij Domburg, waar Mondriaan geregeld verbleef. Hij observeerde hoe deze lineaire constructies de ruimte in sneden en ritme gaven aan het kustlandschap. Mondriaan combineerde deze waarnemingen met schetsjes van de sterrenhemel, waarin hij zocht naar een vergelijkbare universele ordening.
In de schilderijen uit deze reeks – waaronder Compositie 10 in zwart wit – is de figuratie vrijwel geheel gereduceerd tot een netwerk van horizontale en verticale penseelstreken. Hiermee zette Mondriaan een cruciale stap richting de abstracte vormentaal van het neoplasticisme, die hij later verder zou uitwerken in zijn composities met primaire kleuren.
In 1914 ontstond bij Mondriaan al het concept van de horizontale en verticale lijnen of balken, dat een kleine dertig jaar lang zijn kunst zou bepalen. Mondriaan schreef in een brief over deze benadering: 

..ik construeer op een plat vlak lijnen en kleurcombinaties met 't doel algemeene schoonheid zoo bewust mogelijk uit te beelden. [..] ik wil de waarheid zoo dicht mogelijk benaderen en daarom alles abstraheeren tot ik kom tot het fundament [..] der dingen. [..] Ik vermeen dat 't mogelijk is door horizontale en verticale lijnen, geconstrueerd bewust maar niet berekenend [..] zoonodig aangevuld door andere richtingslijnen of gebogen lijnen, desnoods, te komen tot een kunstwerk even sterk als waar.
— Mondriaan compleet